# أندرو ماكاولي
أندرو ماكاولي (بالإنجليزية: Andrew McAuley)‏ هو مستكشف أسترالي، ولد في 7 أغسطس 1968 في غولبرن في أستراليا، وتوفي في 9 فبراير 2007 في بحر تسمان في أستراليا.